# Рековичі
Рековичі (рос. Рековичи) — село в Дубровському районі Брянської області Російської Федерації.
Населення становить 429 осіб. Входить до складу муніципального утворення Рековицьке сільське поселення.

## Історія
Від 2005 року входить до складу муніципального утворення Рековицьке сільське поселення.

## Населення
| 2010 | 2013 |
| ---- | ---- |
| 455  | ↘429 |